# Mistrovství světa ve veslování 2007

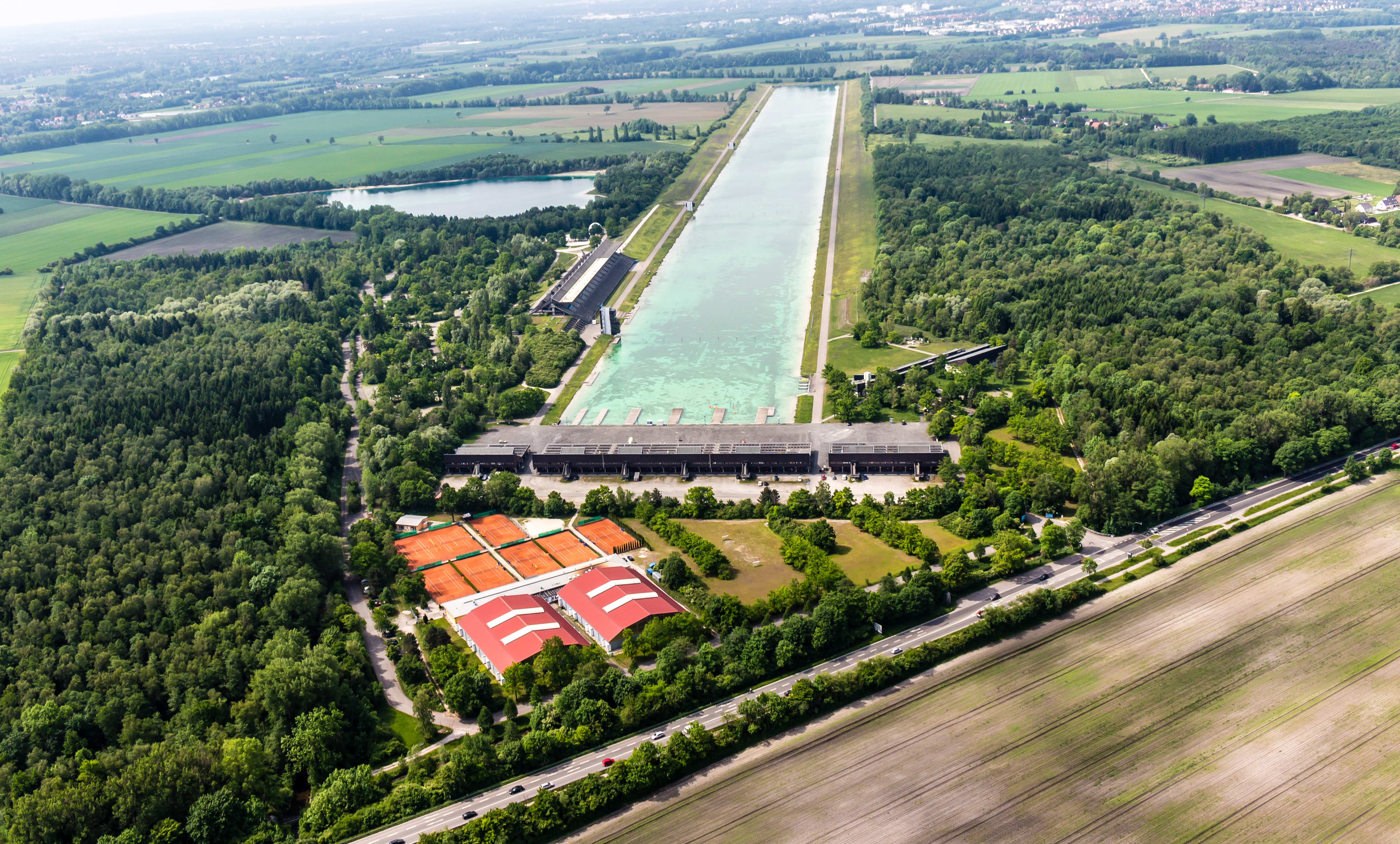
Veslařský kanál Oberschleißheim – letecký pohled

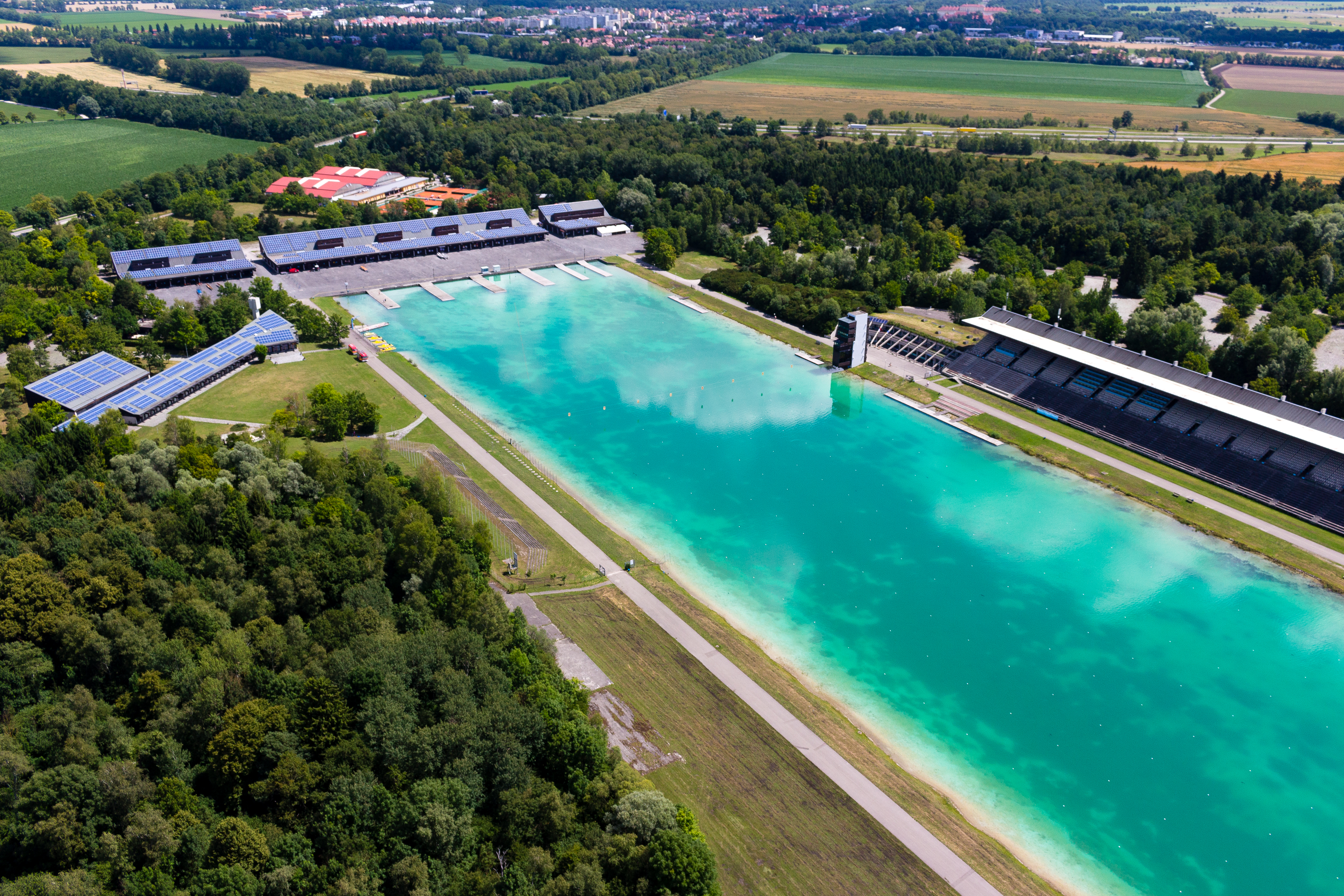
Veslařský kanál Oberschleißheim – hlavní tribuna a cílový prostor

Mistrovství světa ve veslování 2007 byl v pořadí 36. šampionát konaný mezi 26. srpnem a 2. zářím 2007 na veslařském kanále Oberschleißheim v německém Mnichově.
Každoroční veslařská regata trvající jeden týden je organizována Mezinárodní veslařskou federací (International Rowing Federation; FISA) obvykle na konci léta severní polokoule. V neolympijských letech představuje mistrovství světa vyvrcholení mezinárodního veslařského kalendáře a v roce, jenž předchází olympijským hrám, představuje jejich hlavní kvalifikační událost. V olympijských letech pak program mistrovství zahrnuje pouze neolympijské disciplíny.

## Medailové pořadí
| Pořadí | Země               | Zlato | Stříbro | Bronz | Celkem |
| ------ | ------------------ | ----- | ------- | ----- | ------ |
| 1      | Nový Zéland        | 3     | 2       | 0     | 5      |
| 2      | USA                | 3     | 1       | 1     | 5      |
| 3      | Austrálie          | 3     | 0       | 2     | 5      |
| 4      | Itálie             | 2     | 3       | 2     | 7      |
| 5      | Spojené království | 2     | 1       | 6     | 9      |
| 6      | Nizozemsko         | 2     | 0       | 2     | 4      |
| 7      | Bělorusko          | 2     | 0       | 0     | 2      |
| 7      | Polsko             | 2     | 0       | 0     | 2      |
| 9      | Kanada             | 1     | 0       | 2     | 3      |
| 9      | Čína               | 1     | 0       | 2     | 3      |
| 11     | Dánsko             | 1     | 0       | 1     | 2      |
| 12     | Slovinsko          | 1     | 0       | 0     | 1      |
| 13     | Německo            | 0     | 6       | 3     | 9      |
| 14     | Francie            | 0     | 4       | 0     | 4      |
| 15     | Rumunsko           | 0     | 1       | 1     | 2      |
| 16     | Bulharsko          | 0     | 1       | 0     | 1      |
| 16     | Česko              | 0     | 1       | 0     | 1      |
| 16     | Finsko             | 0     | 1       | 0     | 1      |
| 16     | Řecko              | 0     | 1       | 0     | 1      |
| 16     | Srbsko             | 0     | 1       | 0     | 1      |
| 20     | Estonsko           | 0     | 0       | 1     | 1      |
| 20     | Norsko             | 0     | 0       | 1     | 1      |
| Celkem | Celkem             | 23    | 23      | 24    | 70     |

## Přehled medailí

### Mužské disciplíny
| Disciplína                      | Zlato | Čas     | Stříbro | Čas     | Bronz | Čas     |
| Skif M1x                        | Nový Zéland Mahé Drysdale | 6:45,67 | Česko Ondřej Synek | 6:46,48 | Norsko Olaf Tufte | 6:47,58 |
| Dvojskif M2x                    | Slovinsko Luka Špik Iztok Čop | 6:16,65 | Francie Jean-Baptiste Macquet Adrien Hardy | 6:16,93 | Estonsko Tõnu Endrekson Jüri Jaanson | 6:18,32 |
| Párová čtyřka M4x               | Polsko Konrad Wasielewski Marek Kolbowicz Michał Jeliński Adam Korol                                                                                               | 5:49,42 | Francie Jean-David Bernard Cédric Berrest Jonathan Coeffic Julien Bahain                                                                                                | 5:50,95 | Německo Rene Bertram Karsten Brodowski Hans Gruhne Robert Sens                                                                                            | 5:52,40 |
| Dvojka s kormidelníkem M2+      | Polsko Dawid Paczes Lukasz Kardas Daniel Trojanowski (k) | 7:00,10 | Itálie Francesco Gabriele Valerio Massimo Gianluca Barattolo (k) | 7:01,84 | Kanada Kristopher McDaniel Derek O'Farrell Brian Price (k)                                                                                                | 7:02,94 |
| Dvojka bez kormidelníka M2-     | Austrálie Drew Ginn Duncan Free | 6:24,89 | Nový Zéland Nathan Twaddle George Bridgewater | 6:30,19 | Spojené království Colin Smith Matthew Langridge | 6:31,06 |
| Čtyřka s kormidelníkem M4+      | USA Matt Deakin Daniel Beery Samuel Burns Christopher Liwski Edmund del Guercio (k)                                                                                | 6:10,36 | Srbsko Marko Marjanović Jovan Popović Goran Jagar Nikola Stojić Saša Mimić (k)                                                                                          | 6:11,17 | Německo Florian Mennigen Stephan Koltzk Philipp Naruhn Matthias Flach Martin Sauer (k)                                                                    | 6:12,49 |
| Čtyřka bez kormidelníka M4-     | Nový Zéland Carl Meyer James Dallinger Eric Murray Hamish Bond | 5:54,24 | Itálie Carlo Mornati Alessio Sartori Niccolo Mornati Lorenzo Carboncini                                                                                                 | 5:55,15 | Nizozemsko Geert Cirkel Matthijs Vellenga Jan-Willem Gabriëls Gijs Vermeulen                                                                              | 5:55,49 |
| Osma M8+                        | Kanada Kevin Light Ben Rutledge Andrew Byrnes Jake Wetzel Malcolm Howard Dominic Seiterle Adam Kreek Kyle Hamilton Brian Price (k)                                 | 5:34,92 | Německo Joerg Diessner Florian Eichner Ulf Siemes Jan Tebruegge Sebastian Schulte Thorsten Engelmann Philipp Stueer Bernd Heidicker Peter Thiede (k)                    | 5:37,19 | Spojené království Tom James Tom Stallard Tom Lucy Tom Solesbury Josh West Richard Egington Robin Bourne-Taylor Alastair Heathcote Acer Nethercott (k)    | 5:37,95 |
| Skif LV LM1x                    | Nový Zéland Duncan Grant | 6:53,89 | Itálie Lorenzo Bertini | 6:57,43 | Nizozemsko Jaap Schouten | 6:58,81 |
| Dvojskif LV LM2x                | Dánsko Mads Rasmussen Rasmus Quist | 6:24,21 | Řecko Dimitrios Mougios Vasileios Polymeros | 6:25,89 | Spojené království Zac Purchase Mark Hunter | 6:26,92 |
| Párová čtyřka LV LM4x           | Itálie Leonardo Pettinari , Daniele Gilardoni Luca Moncada Daniele Danesin                                                                                         | 6:01,70 | Francie Remi di Girolamo Pierre-Etienne Pollez Maxime Goisset Fabien Dufour                                                                                             | 6:02,94 | Spojené království Simon Jones Rob Williams Chris Bartley Dave Currie                                                                                     | 6:03,83 |
| Dvojka bez kormidelníka LV LM2- | Itálie Andrea Caianiello Armando Dell'Aquila | 6:38,00 | Německo Jochen Kuehner Martin Kuehner | 6:39,43 | Austrálie Ross Brown Michael McBryde | 6:42,05 |
| Čtyřka bez kormidelníka LV LM4- | Spojené království Richard Chambers James Lindsay-Fynn Paul Mattick James Clarke                                                                                   | 6:16,21 | Francie Franck Solforosi Jeremy Pouge Jean-Christophe Bette Fabien Tilliet                                                                                              | 6:17,43 | Itálie Jiri Vlcek Catello Amarante Salvatore Amitrano Bruno Mascarenhas                                                                                   | 6:17,49 |
| Osma LV LM8+                    | Nizozemsko Tom van den Broek Pieter Bottema Wolter Blankert Dennis Beemsterboer Maarten Tromp Arnoud Greidanus Alwin Snijders Marshall Godschalk Peter Wiersum (k) | 5:42,06 | Německo Matthias Schoemann-Finck Jost Schoemann-Finck Martin Rueckbrodt Ole Ruekbrodt Bjorern Steinfurth Matthias Veit Lutz Ackermann Joel El-Qalqili Felix Erdmann (k) | 5:44,52 | Itálie Luigi Scala Giorgio Tuccinardi Livio la Padula Salvatore di Somma Michele Savrie Dario Cesarola Nicola Moriconi Fabrizio Gabriele Andrea Lenzi (k) | 5:46,33 |

### Ženské disciplíny
| Disciplína                  | Zlato | Čas     | Stříbro | Čas     | Bronz | Čas     |
| Skif W1x                    | Bělorusko Jekatěrina Karstenová | 7:26,52 | Bulharsko Rumjana Nejkovová | 7:27,91 | USA Michelle Guerette | 7:28,48 |
| Dvojskif W2x                | Čína Li Qin Tian Liang | 6:54,38 | Nový Zéland Georgina Eversová-Swindellová Caroline Eversová-Swindellová | 6:57,72 | Spojené království Elise Lavericková Anna Bebingtonová | 6:57,74 |
| Párová čtyřka W4x           | Spojené království Annabel Vernonová Debbie Floodová Frances Houghtonová Katherine Graingerová                                                             | 6:30,81 | Německo Kathrin Boronová Manuela Lutzeová Britta Oppeltová Stephanie Schillerová | 6:32,02 | Čína Tang Bin Xi Aihua Ťin C’-wej Feng Guixin | 6:33,91 |
| Dvojka bez kormidelnice W2- | Bělorusko Yuliya Bichyk Natallia Helakh | 7:06,56 | Německo Nicole Zimmermannová Elke Hiplerová | 7:07,99 | Rumunsko Georgeta Damian-Andrunache Viorica Susanuová | 7:08,87 |
| Čtyřka bez kormidelnice W4- | USA Portia McGee Erin Cafarová Rachel Jeffersová Megan Dirkmaatová                                                                                         | 6:37,94 | Německo Nina Wengertová Nadine Schmutzlerová Kerstin Naumannová Silke Guentherová | 6:40,36 | Austrálie Phoebe Stanley Katelyn Gray Emily Martinová Victoria Robertsová | 6:43,03 |
| Osma W8+                    | USA Brett Sicklerová Lindsay Shoopová Anna Goodale Samantha Magee Anna Mickelsonová Zsuzsanna Francia Caroline Lindová Caryn Daviesová Mary Whippleová (k) | 6:17,20 | Rumunsko Rodica Serban-Florea Viorica Susanuová Simona Musat-Strimbeschi Ana Maria Apachitei Aurica Bărăscu Ioana Papucová Georgeta Damianová-Andrunache Doina Ignatová Elena Georgescu-Nedelcová (k) | 6:18,33 | Spojené království Carla Ashfordová Baz Moffatová Alice Freemanová Louisa Reeve Natasha Howardová Alison Knowlesová Catherine Grevesová Jessica Eddie Caroline O'Connorová (k) | 6:19,66 |
| Skif LV LW1x                | Nizozemsko Marit van Eupenová | 7:38,02 | USA Jennifer Goldsacková | 7:39,59 | Kanada Melanie Koková | 7:45,24 |
| Dvojskif LV LW2x            | Austrálie Amber Halliday Marguerite Houstonová | 7:07,18 | Finsko Sanna Sténová Minna Nieminenová | 7:07,41 | Dánsko Katrin Olsenová Juliane Rasmussenová Německo Berit Carowová Marie-Louise Draegerová                                                                                     | 7:08,97 |
| Párová čtyřka LV LW4x       | Austrálie Bronwen Watsonová Miranda Bennettová Alice McNamara Tara Kelly                                                                                   | 6:35,97 | Spojené království Sophie Hoskingová Laura Greenhalghová Mathilde Paulsová Jane Hallová | 6:38,78 | Čína Jing Liu Jing Jia Hua Yu Shimin Yan | 6:40,32 |